# Edward Owusu
Edward Owusu (ur. 15 marca 1944 w Apirede) – ghański lekkoatleta, sprinter, wicemistrz igrzysk Brytyjskiej Wspólnoty Narodów, olimpijczyk.

## Kariera sportowa
Odpadł w półfinale sztafety 4 × 100 metrów na igrzyskach olimpijskich w 1968 w Meksyku. Na igrzyskach Brytyjskiej Wspólnoty Narodów w 1970 w Edynburgu zdobył srebrny medal w sztafecie 4 × 100 metrów (w składzie: Michael Ahey, James Addy, Owusu i George Daniels) oraz odpadł w ćwierćfinale biegu na 200 metrów.